# Verletzung der Fürsorge- oder Erziehungspflicht
Die Verletzung der Fürsorge- und Erziehungspflicht ist nach deutschem Strafrecht ein Vergehen, das nach § 171 StGB mit Freiheitsstrafe bis zu drei Jahren oder Geldstrafe bestraft werden kann.
In der polizeilichen Kriminalstatistik wurden 2008 insgesamt 1.761 und 2009 insgesamt 1.810 Delikte nach § 171 StGB gezählt.

## Objektiver Tatbestand
Die objektiven Tatbestandsmerkmale des Grunddelikts nach § 171 StGB sind das Vorliegen einer gesetzlichen oder vertraglich geschuldeten Fürsorge- oder Erziehungspflicht. Geschützt sind des Weiteren nur Personen, die das 16. Lebensjahr noch nicht vollendet haben, auch wenn z. B. das gesetzliche Sorgerechtsverhältnis noch darüber hinaus, meist bis zur Volljährigkeit andauert.
Definition der Fürsorgepflicht:
Die Fürsorgepflicht ist in erster Linie eine Schutzpflicht. Sie geht daher vor allem dahin, die gesunde körperliche Entwicklung des Kindes zu gewährleisten. Im Regelfall wird also erst eine Mehrzahl von Handlungen über längere Zeit und ggf. systematisch betrieben, den gröblichen Verstoß ergeben. Eine einmalige Verletzung kann bereits gröblich sein, wenn sie besonders schwerwiegend ist.
Definition der Erziehungspflicht:
Die Erziehungspflicht beinhaltet die Anleitung des Kindes in seiner körperlichen und seelischen Entwicklung.

## Täterschaft
Der Täter muss eine Fürsorge oder Erziehung schulden. Dies ist nach Art. 6 Grundgesetz i. V. m. § 1626 BGB zuvörderst Aufgabe der Eltern oder des alleinsorgeberechtigten Elternteils. Vormünder (§ 1800 BGB) sowie Ergänzungspfleger (§ 1909 BGB), soweit zu ihrem familiengerichtlich bestimmten Aufgabenkreis die Personensorge zählt, sind weiterhin zu nennen, ebenso Pflegeeltern (§ 1688 BGB) sowie der nicht sorgeberechtigte Elternteil (§ 1687a BGB) und der Stiefelternteil (§ 1687b BGB) in bestimmten Situationen. Mitarbeiter in Kinderheimen schulden vertraglich diese Leistungen.
Vom Straftatbestand können auch Mitarbeiter der Jugendhilfe, insbesondere des allgemeinen sozialen Dienstes der Jugendämter betroffen sein, die den staatlichen Kinderschutzauftrag (sog. „Wächteramt“, § 8a, § 42 SGB VIII) zu erfüllen haben. Im Bremer Fall Kevin standen sowohl der Mitarbeiter der Jugendhilfe als auch der Amtsvormund (Mitarbeiter gem. § 55 Abs. 2 SGB VIII) in der gerichtlichen Verantwortlichkeit wegen der Verletzung der Fürsorge- und Erziehungspflicht.

## Taterfolg
Bei der verletzten Person muss einer der folgenden Sachverhalte eingetroffen sein:
- Gefahr der erheblichen Schädigung der körperlichen Entwicklung
- Gefahr der erheblichen Schädigung der psychischen Entwicklung
- Gefahr einen kriminellen Lebenswandel zu führen
- Gefahr, der Prostitution nachzugehen

Der Taterfolg liegt also stets schon in der „Gefahr“ selbst, die tatsächliche Verwirklichung der Gefahr kann im Rahmen der Strafzumessung erschwerend berücksichtigt werden.
Beispiele „Gefahr der Schädigung in der körperlichen Entwicklung“:
- schlechte hygienische Bedingungen
- Mängel am Gesundheitszustand
- Mängel an der Bekleidung
- Mängel hinsichtlich der Wohnverhältnisse

Beispiele „Gefahr der Schädigung der psychischen Entwicklung“ :
- Dauerndes Alleinsein in der Wohnung
- Drängen zum Betteln
- Schlechte Vorbildfunktion
- Unmöglichmachen des regelmäßigen Schulbesuches

Gefahr eines kriminellen Lebenswandels:
Die Gefahr einen kriminellen Lebenswandel zu führen bedeutet, wenn bei dem Kind oder Jugendlichen durch die Pflichtverletzung die Gefahr besteht, dass ein Hang entwickelt wird, nicht nur unerhebliche Straftaten zu begehen, z. B. wenn sich der Schutzbefohlene häufig in Diebesbanden aufhält.

## Konkurrenzen
Ggf. kann Tateinheit mit anderen Straftatbeständen, z. B. Körperverletzung oder Misshandlung von Schutzbefohlenen vorliegen.